# Paradecta festiva
Paradecta festiva là một loài nhện trong họ Salticidae.
Loài này thuộc chi Paradecta. Paradecta festiva được Elizabeth Bangs Bryant miêu tả năm 1950.